# Bruce Dern
Pour les articles homonymes, voir Dern.
Bruce Dern est un acteur américain, né le 4 juin 1936 à Chicago.

## Biographie
En 1972, dans le western Les Cowboys, son personnage de « Long Hair » Watts abat dans le dos Will Andersen, interprété par John Wayne. « Comme je suis le seul acteur qui ait jamais tué John Wayne dans un film, les producteurs m’ont étiqueté comme un méchant. » De fait, Bruce Dern eut une carrière de méchants au cinéma.
À l'occasion de la 66e édition du Festival de Cannes, Bruce Dern reçoit le prix d'interprétation masculine pour le rôle de Woody Grant dans le film Nebraska d'Alexander Payne.

### Vie privée
Il est le père de l'actrice Laura Dern, qu'il a eue avec son ex-femme l'actrice Diane Ladd, et le neveu du poète Archibald MacLeish.

## Filmographie

### Cinéma

#### Années 1960
- 1960 : Le Fleuve sauvage (Wild River) de Elia Kazan : Jack Roper[2]
- 1962 : The Crimebusters (en) de Boris Sagal[3]: Joe Krajac
- 1964 : Pas de printemps pour Marnie (Marnie) d'Alfred Hitchcock : Marin
- 1964 : Chut... chut, chère Charlotte (Hush... Hush, Sweet Charlotte) de Robert Aldrich : John Mayhew
- 1966 : Les Anges sauvages (The Wild Angels) de Roger Corman : Loser
- 1967 : La Caravane de feu (The War Wagon) de Burt Kennedy : Hammond ou Brown
- 1967 : L'Affaire Al Capone (The St. Valentine's Day Massacre) de Roger Corman : Johnny May
- 1967 : The Trip de Roger Corman : John
- 1967 : L'Or des pistoleros (Waterhole #3) de William A. Graham : Adjoint Samuel P. Tippen
- 1968 : Will Penny, le solitaire (Will Penny) de Tom Gries : Rafe Quint
- 1968 : Un monde psychédélique (Psych-Out) de Richard Rush : Steve Davis
- 1968 : Pendez-les haut et court (Hang 'Em High) de Ted Post : Miller
- 1969 : Ne tirez pas sur le shérif (Support Your Local Sheriff!) de Burt Kennedy : Joe Danby
- 1969 : Un château en enfer (Castle Keep) de Sydney Pollack : Lt Billy Byron Bix
- 1969 : Number One de Tom Gries : Richie Fowler
- 1969 : The Cycle Savages (en) de Bill Brame : Keeg
- 1969 : On achève bien les chevaux (They Shoot Horses, Don't They?) de Sydney Pollack : James

#### Années 1970
- 1970 : Bloody Mama de Roger Corman : Kevin Dirkman
- 1970 : Les Motos de la violence (The Rebel Rousers) de Martin B. Cohen : J.J. Weston
- 1971 : Vas-y, fonce (Drive, He Said) de Jack Nicholson : Coach Bullion
- 1971 : The Incredible 2-Headed Transplant (en) de Anthony M. Lanza : Dr Roger Gerard
- 1972 : Les Cowboys (The Cowboys) de Mark Rydell : Asa "Long Hair" Watts
- 1972 : Silent Running de Douglas Trumbull : Freeman Lowell
- 1972 : The King of Marvin Gardens de Bob Rafelson : Jason Staebler
- 1972 : Thumb Tripping (en) de Quentin Masters : Smitty
- 1973 : Le Flic ricanant (The Laughing Policeman) de Stuart Rosenberg : Inspecteur Leo Larsen
- 1974 : Gatsby le Magnifique (The Great Gatsby)) de Jack Clayton : Tom Buchanan
- 1975 : La Brigade du Texas (Posse) de Kirk Douglas : Jack Strawhorn
- 1975 : Smile de Michael Ritchie : Big Bob Freelander
- 1976 : Complot de famille (Family Plot) d'Alfred Hitchcock : George Lumley
- 1976 : Won Ton Ton, le chien qui sauva Hollywood (Won Ton Ton, the Dog Who Saved Hollywood) de Michael Winner : Grayson Potchuck
- 1976 : Folies bourgeoises de Claude Chabrol : William Brandels
- 1977 : Black Sunday de John Frankenheimer : Capitaine Michael J. Lander
- 1978 : Retour (Coming Home) de Hal Ashby : Capitaine Bob Hyde
- 1978 : Driver (The Driver) de Walter Hill : le détective

#### Années 1980
- 1980 : Middle Age Crazy de John Trent (en) : Bobby Lee
- 1981 : Tattoo de Bob Brooks : Karl Kinsky
- 1982 : That Championship Season de Jason Miller : George Sitkowski
- 1982 : Harry Tracy, Desperado de William A. Graham : Harry Tracy
- 1986 : On the Edge de Rob Nilsson : Wes Holman
- 1987 : La Gagne (The Big Town) de Ben Bolt et Harold Becker : M. Edwards
- 1988 : Les anges de la haine (World Gone Wild) de Lee H. Katzin : Ethan
- 1988 : 1969 de Ernest Thompson : Cliff
- 1989 : Les Banlieusards (The `burbs) de Joe Dante : Mark Rumsfield

#### Années 1990
- 1990 : La mort sera si douce (After Dark, My Sweet) de James Foley : Oncle Bud
- 1992 : La Nuit du défi (Diggstown) de Michael Ritchie : John Gillon
- 1995 : Mrs. Munck de Diane Ladd : Patrick Leary
- 1995 : Wild Bill de Walter Hill : Will Plummer
- 1996 : Touche pas à mon périscope (Down Periscope) de David S. Ward : Yancy Graham
- 1996 : Les Hommes de l'ombre (Mulholland Falls) de Lee Tamahori : Le chef
- 1996 : Dernier Recours (Last Man Standing) de Walter Hill: Shérif Ed Galt
- 1998 : Small Soldiers de Joe Dante : Link Static (voix)
- 1999 : Hantise (The Haunting) de Jan de Bont : Mr. Dudley
- 1999 : If... Dog... Rabbit... de Matthew Modine : McGurdy

#### Années 2000
- 2000 : De si jolis chevaux (All the Pretty Horses) de Billy Bob Thornton : Le juge
- 2001 : Madison de William Bindley : Harry Volpi
- 2001 : La Prison de verre (The Glass House) de Daniel Sackheim : Begleiter
- 2003 : Masked and Anonymous de Larry Charles: L'éditeur
- 2003 : Milwaukee, Minnesota d'Allan Mindel : Sean McNally
- 2003 : Monster de Patty Jenkins : Thomas
- 2005 : The Hard Easy d'Ari Ryan : Gene
- 2005 : Down in the Valley de David Jacobson : Charlie
- 2007 : The Cake Eaters de Mary Stuart Masterson : Easy
- 2008 : Le Monstre des marais (Swamp Devil) : Howard Blaine
- 2009 : The Hole de Joe Dante : L'affreux Carl

#### Années 2010
- 2011 : Twixt de Francis Ford Coppola : Bobby LaGrange
- 2012 : Django Unchained de Quentin Tarantino : Curtis Carrucan
- 2013 : Nebraska d'Alexander Payne : Woody Grant
- 2013 : Northern Borders (en) de Jay Craven : Austin Kittredge Sr.
- 2014 : Hell Town (Cut Bank) de Matt Shakman : Georgie Wits
- 2015 : Les Huit Salopards (The Hateful Eight) de Quentin Tarantino : le général Sanford Smithers
- 2017 : Nos âmes la nuit (Our Souls at Night) de Ritesh Batra : Dorlan Becker
- 2017 : Wild Bill (Hickok) de Timothy Woodward Jr. : Doc Rivers O'Roark
- 2017 : Le Secret des Kennedy (Chappaquiddick) de John Curran : Joseph Patrick Kennedy
- 2018 : Undercover - Une histoire vraie (White Boy Rick) de Yann Demange : Ray Wershe
- 2018 : Nostalgia de Mark Pellington : Ronald Ashemore
- 2018 : Lez Bomb de Jenna Laurenzo  : Grandpa
- 2018 : Freaks de Zach Lipovsky et Adam B. Stein : Alan Lewis / Mr. Snowcone
- 2019 : Nevada (The Mustang) de Laure de Clermont-Tonnerre : Myles
- 2019 : Once Upon a Time in Hollywood de Quentin Tarantino : George Spahn
- 2019 :  Le Cri du Faucon (The Peanut Butter Falcon) de Tyler Nilson et Mike Schwartz : Carl
- 2019 : The Artist's Wife de Tom Dolby : Richard Smythson
- 2019 : Badland de Justin Lee : Reginald Cooke

#### Années 2020
- 2020 : Inherit the Viper de Anthony Jerjen : Clay Carter
- 2020 : Remember Me de Martin Rosete : Claude
- 2021 : Last Call de Paolo Pilladi : Coach
- 2021 : Overrun de Josh Tessier : Arkadi Dubkova
- 2021 : The Gateway de Michele Civetta : Marcus Jode
- 2021 : Hands That Bind de Kyle Armstrong : Hank
- 2021 : Christmas vs. the Walters de Peter D'Amato : Cliff Walters
- 2021 : Last Shoot Out de Michael Feifer : Blair Callahan
- 2022 : The Hater de Joey Ally : Frank
- 2022 : Hellblazers de Michael Feifer : Bill Unger
- 2023 : The Weapon de Tony Schiena : Doris
- 2023 : Butch Cassidy and the Wild Bunch de Anthony C. Ferrante : Mike Cassidy
- 2023 : Hunting Games de Justin Lee : Henry
- 2023 : Old Dads de Bill Burr : Richie Jacobs
- 2023 : Accidental Texan de Mark Lambert Bristol : Scheermeyer

### Télévision
- 1962-1963 : Stoney Burke (série) : E.J. Stocker
- 1963 : Au-delà du réel, épisode Les Forçats de Zanti : Ben
- 1971 : Sam Hill: Who Killed Mr. Foster? : Deputy Doyle Pickett
- 1985 : Space (en) (feuilleton) : Stanley Mott
- 1985 : Toughlove : Rob Charters
- 1987 : Les Roses rouges de l'espoir (Roses Are for the Rich) : Douglas Osborne
- 1987 : Uncle Tom's Cabin de Stan Lathan : Augustine St. Claire
- 1989 : Trenchcoat in Paradise : John Hollander
- 1990 : The Court-Martial of Jackie Robinson : Scout Ed Higgins
- 1991 : Into the Badlands : T.L. Barston
- 1991 : Un coupable idéal (Carolina Skeletons) de John Erman : Junior Stoker
- 1993 : It's Nothing Personal : Billy Archer
- 1994 : La Revanche de l'Ouest (Dead Man's Revenge) : Payton McCay
- 1994 : Amelia Earhart, le dernier vol (Amelia Earhart: The Final Flight) : George Putnam
- 1995 : A Mother's Prayer : John Walker
- 1996 : Lost Drive-In (série) : 'Host
- 1997 : Comfort, Texas
- 1998 : La Proie du collectionneur (Perfect Prey) : Capitaine Swaggert
- 1999 : Hard Time: The Premonition : Ray Earl Winston
- 2003 : Hard Ground : Nate Hutchinson
- 2006 : Big Love : Franck Harlow
- 2013 : Un Noël sans fin (Pete's Christmas) de Nisha Ganatra : le grand-père
- 2024 : Palm Royale : Skeet

## Distinctions

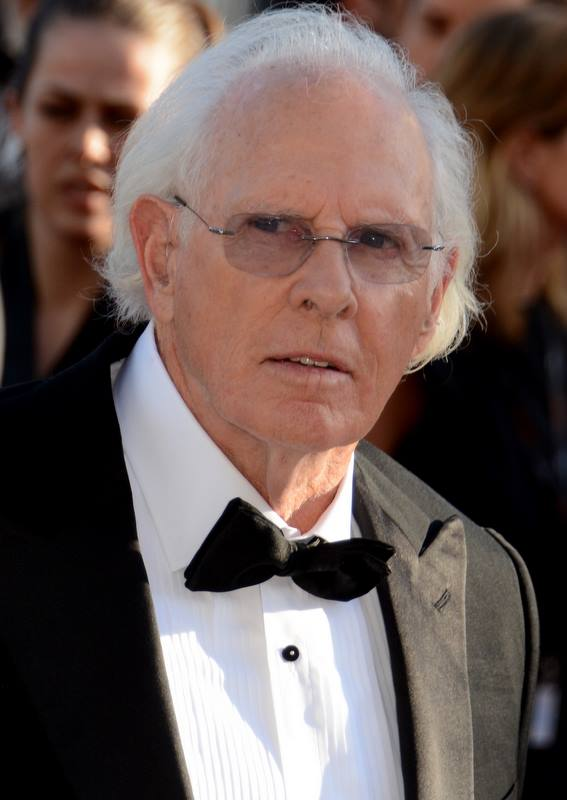
Au festival de Cannes 2013.

### Récompenses
- Berlinale 1983 : Ours d'argent du meilleur acteur pour That Championship Season
- Festival de Cannes 2013 : Prix d'interprétation masculine pour Nebraska
- National Board of Review Awards 2013 : meilleur acteur pour Nebraska
- Festival international du film de Palm Springs 2014 : Lifetime Achievement Award

### Nominations
- Oscars 1979 : meilleur second rôle masculin pour Retour
- Golden Globes 2014 : meilleur acteur dans un film musical ou une comédie pour Nebraska
- Oscars 2014 : meilleur acteur pour Nebraska

## Voix françaises
| - Marc de Georgi (*1931 - 2003) dans : - On achève bien les chevaux - Les Cowboys - Black Sunday - Driver - Retour - Ce n'est rien que personnel (téléfilm) - La revanche de l'ouest (téléfilm) - Georges Claisse (*1941 - 2021) dans : - Django Unchained - Nebraska (version cinéma) - Les Huit Salopards - Nos âmes la nuit - Undercover : Une histoire vraie - Once Upon a Time… in Hollywood - Mr. Mercedes (série télévisée) - Marc Cassot (*1923 - 2016) dans : - La Caravane de feu - Touche pas à mon périscope - Michel Paulin dans : - Gatsby le Magnifique (1er doublage) - Tattoo - Dominique Collignon-Maurin (*1949 - 2025) dans : - Complot de famille - La Brigade du Texas - Joseph Falcucci (*1940 - 2000) dans : - Wild Bill (téléfilm) - Hantise - Antoine Tomé dans : - The Gateway - The Siege at Rykers Station | Et aussi - Hubert Noël (*1924 - 1987) dans Pas de printemps pour Marnie - Bernard Woringer (*1931 - 2014) dans Les Anges sauvages - Dominique Paturel (*1931 - 2022) dans Le Voyage - Gérard Hernandez dans Pendez-les haut et court - Jacques Ciron dans Ne tirez pas sur le shérif - François Leccia (*1948 - 2009) dans Silent Running - Pierre Trabaud (*1922 - 2005) dans Le Flic ricanant - Yves Rénier (*1942 - 2021) dans Gatsby le Magnifique (2e doublage) - Philippe Ogouz (*1939 - 2019) dans Les Roses rouges de l'espoir (téléfilm) - Marcel Jemma dans La Gagne - Jean-Pierre Leroux dans Les Banlieusards - Bernard Tiphaine (*1938 - 2021) dans 1969 - Roland Ménard (*1923 - 2016) dans La Nuit du défi - Pierre Dourlens dans Dernier Recours - Nicolas Canteloup dans Small Soldiers (voix) - Patrick Floersheim (*1944 - 2016) dans De si jolis chevaux - Philippe Ariotti dans Down in the Valley - Michel Ruhl (*1934 - 2022) dans Big Love (version télévisée) - Guy Pion (Belgique) dans The Hole - Pierre Londiche (*1932 - 2022) dans Twixt - Thierry Bosc dans Nebraska (version télévisée) - Mathieu Rivolier dans Goliath (série télévisée) - Gabriel Le Doze dans Remember Me - Patrick Messe dans Old Dads |